# Golden Boy (Sin With Sebastian-album)
A Golden Boy című album a német Sin With Sebastian első és ezidáig egyetlen stúdióalbuma, mely 1995-ben jelent meg. Az albumról 3 dalt másoltak ki kislemezre, melyről jelentős sikereket a Shut Up (And Sleep With Me) című dal érte el.

## Az album dalai
CD  Európa Sing Sing – 74321 31854 2
1. Shut Up (And Sleep With Me) (Airplay Mix) 3:43
2. Put It On 3:28 additional Vocals by Carmelina
3. Golden Boy (Airplay Mix) 3:47
4. He Belongs To Me 3:41  additional Vocals Marianne Rosenberg, [Female Choir] – Annette Humpe, Inga Humpe, Luci van Org
5. Jungle of Love 4:24 additional Vocals by Carmelina
6. Birthday Baby (Tokio Version) 3:13  additional Vocals by Carmelina
7. Don't Go Away 3:44  additional Vocals by Jevon
8. When Things Go Wrong 4:47 additional Vocals by Axel Christallo
9. I'll Wait For You (Live) 4:44 additional Vocals by Steve
10. Right or Wrong 3:48 Cello by Lucia Woydak and Piano by Chris-Fun-Deylen
11. The Journey Ends (Reprise) 6:01
12. Shut Up (And Sleep With Me) (George Morel Remix (Encore)) 7:17 Remix, Producer George Morel

## Külső hivatkozások
- Hivatalos honlap[3]